# Torneo di Wimbledon 1882
Il Torneo di Wimbledon 1882 è stata la 6ª edizione del Torneo di Wimbledon e prima stagionale dello Grand Slam per il 1882. Si è giocato sui campi in erba dell'All England Lawn Tennis and Croquet Club di Wimbledon a Londra in Gran Bretagna. Il torneo ha visto vincitore nel singolare maschile il britannico William Renshaw che ha sconfitto in finale in 5 set il connazionale Ernest Renshaw con il punteggio di 6–1 2–6 4–6 6–2 6–2.

## Risultati

### Singolare maschile
William Renshaw ha battuto in finale  Ernest Renshaw con il punteggio di 6–1 2–6 4–6 6–2 6–2

### Doppio maschile non ufficiale
John T. Hartley /  R.T. Richardson hanno battuto in finale  J.G. Horn /  C.B. Russell